# Cá sấu lùn
Cá sấu lùn (danh pháp hai phần: Osteolaemus tetraspis) là một loài cá sấu trong họ Crocodylidae. Loài này được Cope mô tả khoa học đầu tiên năm 1861.

## Hình ảnh

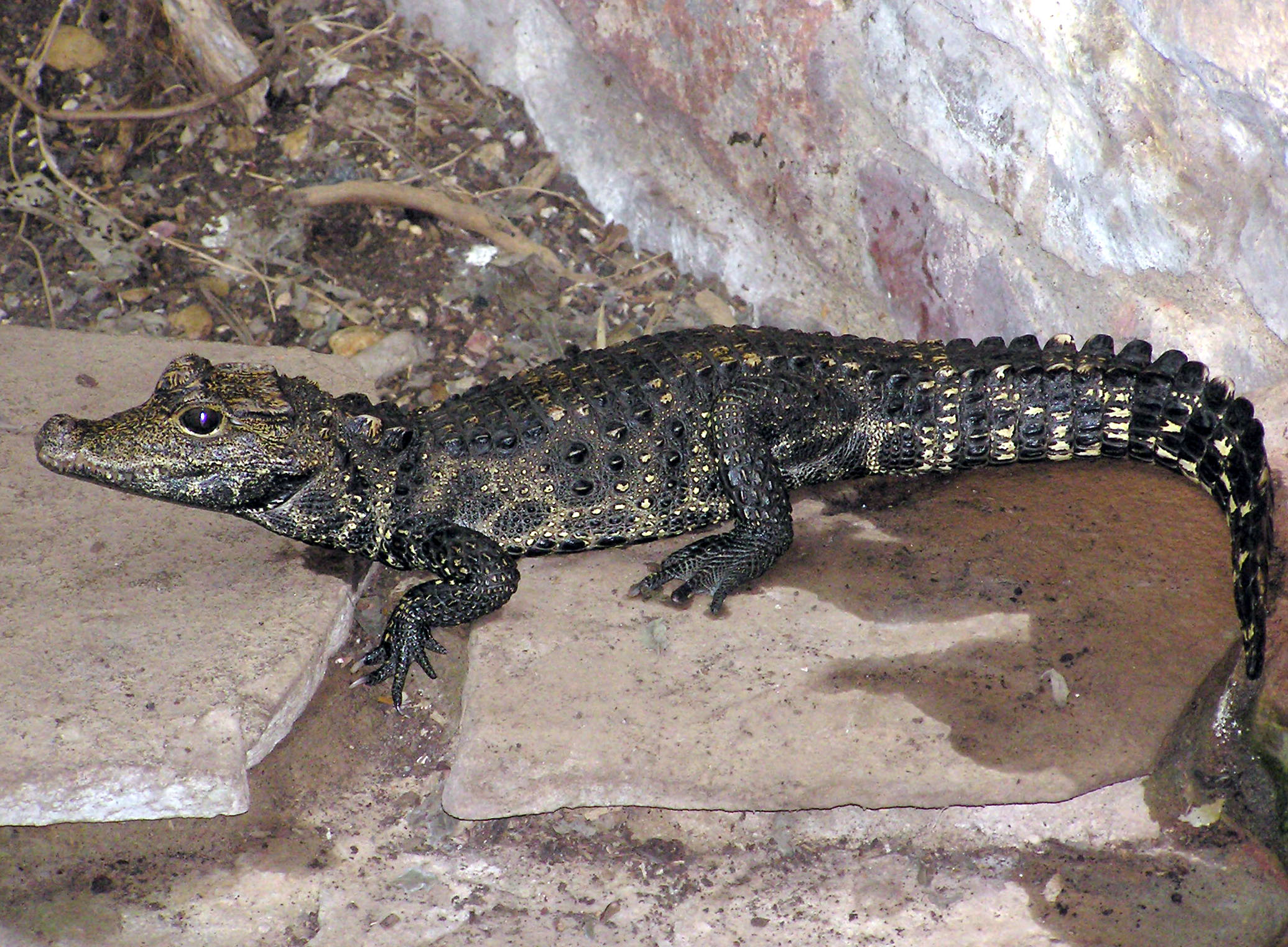
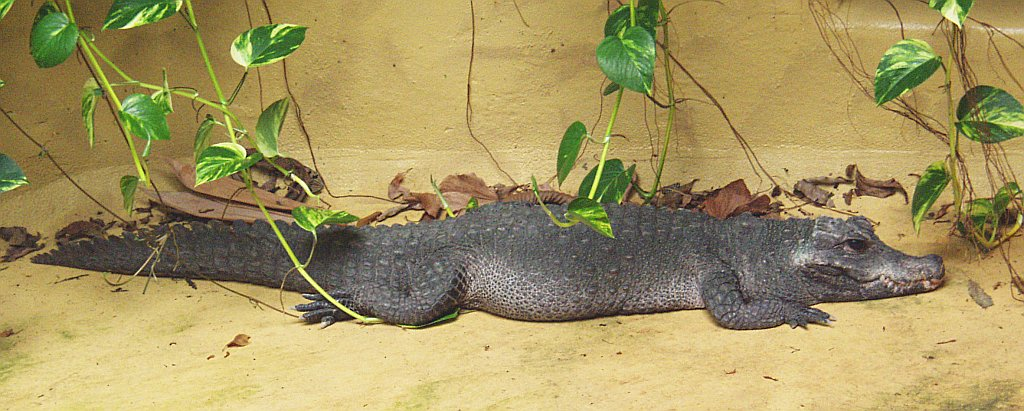